# Andrád Elek
barátosi Andrád Elek (18. század – 1819. február 7.) erdélyi nemes székely származású író, színész, ügyvéd.
Jogi tanulmányainak végeztével 1805-től Kolozsvárott színész, a magyar nyelvű színjátszás egyik élharcosa lett. Wesselényi báró támogatásával 1807 és 1808 között Pesten játszott. 1812-ben hagyta abba a színészetet, s ügyvédnek állt. Visszatért Erdélybe, ahol 1812-ben egy székely huszár osztály határőri ügyvédévé nevezték ki, mely tisztét haláláig ellátta.
Egyaránt írt verseket, regényt, illetve több színdarabot. Néhány kéziratban maradt, hátrahagyott költeménye 1831-ben az Aglája negyedik kötetében jelent meg. Nyomtatásban megjelent munkái: 
- A meg-rebbent Músa a magyarokhoz 1805-ben (Kolozsvár, 1805);
- Mesés költemények (Pest, 1807);
- Hóra-világ (színmű, bemutatója: 1808, megjelent: 1823).

Névtelenül írt, de színpadon is játszott színművei:
- A kolozsvári bíró (1807); (1807. november 20-tól 1813-ig többször is előadták Pesten.)
- Zrínyi Miklós és az ő barátai (1807); (1807. július 7-től 1814-ig többször előadták Pesten, majd Székesfehérvárott is.)
- A kolozsvári szép leány (1809); (Pesten 1809. szeptember 18-án adták elő.)
- Házi kereszt (1811); (Pesten 1811. április 21-én adták elő először, majd még kétszer.)
- Krollin obester (1813). (1813. július 23-án adták elő Pesten.)